# Vụ nghe lén điện thoại ở Vinh
Vụ nghe lén điện thoại ở Vinh (tiếng Anh: Vinh wiretap) là một hoạt động gián điệp của Hoa Kỳ trong Chiến tranh Việt Nam. Từ ngày 7 tháng 12 năm 1972 đến đầu tháng 5 năm 1973, Cơ quan Tình báo Trung ương Hoa Kỳ (CIA) đã chặn các cuộc liên lạc quân sự của Việt Nam Dân chủ Cộng hòa (VNDCCH) và chuyển chúng về cho nhà ngoại giao Mỹ Henry Kissinger. Vì các đường dây điện thoại dọc biên giới được giám sát chặt chẽ, nên CIA quyết định nghe lén một đường dây điện thoại đa kênh quân sự nằm giữa lãnh thổ Việt Nam gần Vinh. CIA đã sử dụng một chiếc trực thăng màu đen để cài một máy nghe lén bí mật nhằm nghe lén các cuộc thảo luận về đàm phán Hiệp định Paris và các thông tin tình báo khác.

## Bối cảnh
Trong suốt cuộc Nội chiến Lào, một phần của Chiến tranh Đông Dương lần thứ hai, các điệp viên CIA ở Vương quốc Lào đã thâm nhập vào Đường Trường Sơn từ phía tây để cài máy nghe lén trên đường dây điện thoại của Việt Nam Dân chủ Cộng hòa ngay từ năm 1966. Chính phủ miền Bắc đã siết chặt kiểm soát các nỗ lực này bằng việc tuần tra hàng ngày để kiểm tra hành vi cài đặt dọc theo đường dây điện thoại của họ trên tuyến đường. Đến năm 1971, khi chiến lược Việt Nam hóa chiến tranh đang vắt cạn nguồn lực của Hoa Kỳ cho Chiến tranh Việt Nam, nhu cầu thông tin tình báo của Hoa Kỳ lớn hơn bao giờ hết. Trong đó, CIA nhắm vào một đường dây điện thoại nằm sâu trong đất liền miển Bắc. Tháng 2 năm 1971, máy bay của Hoa Kỳ chụp được ảnh tiết lộ một địa điểm có thể đặt thiết bị nghe lén cách Vinh 24 km về phía Tây Nam. Một tổ hợp đường dây điện thoại quân sự đã được lắp đặt trên một ngọn đồi dốc ở một địa điểm xa xôi, trong khi đội tuần tra của miền Bắc đi vòng quanh ngọn đồi đó mà không kiểm tra chặt chẽ các đường dây trên đỉnh núi. Tuy nhiên, nếu gửi người đi từ phía Lào qua thì sẽ bị quân miền Bắc bắt sạch như các lần Sài Gòn gửi biệt kích ra trước đây. Vì thế, CIA quyết định tổ chức một phi vụ đột kích bằng trực thăng.

## Kế hoạch và huấn luyện

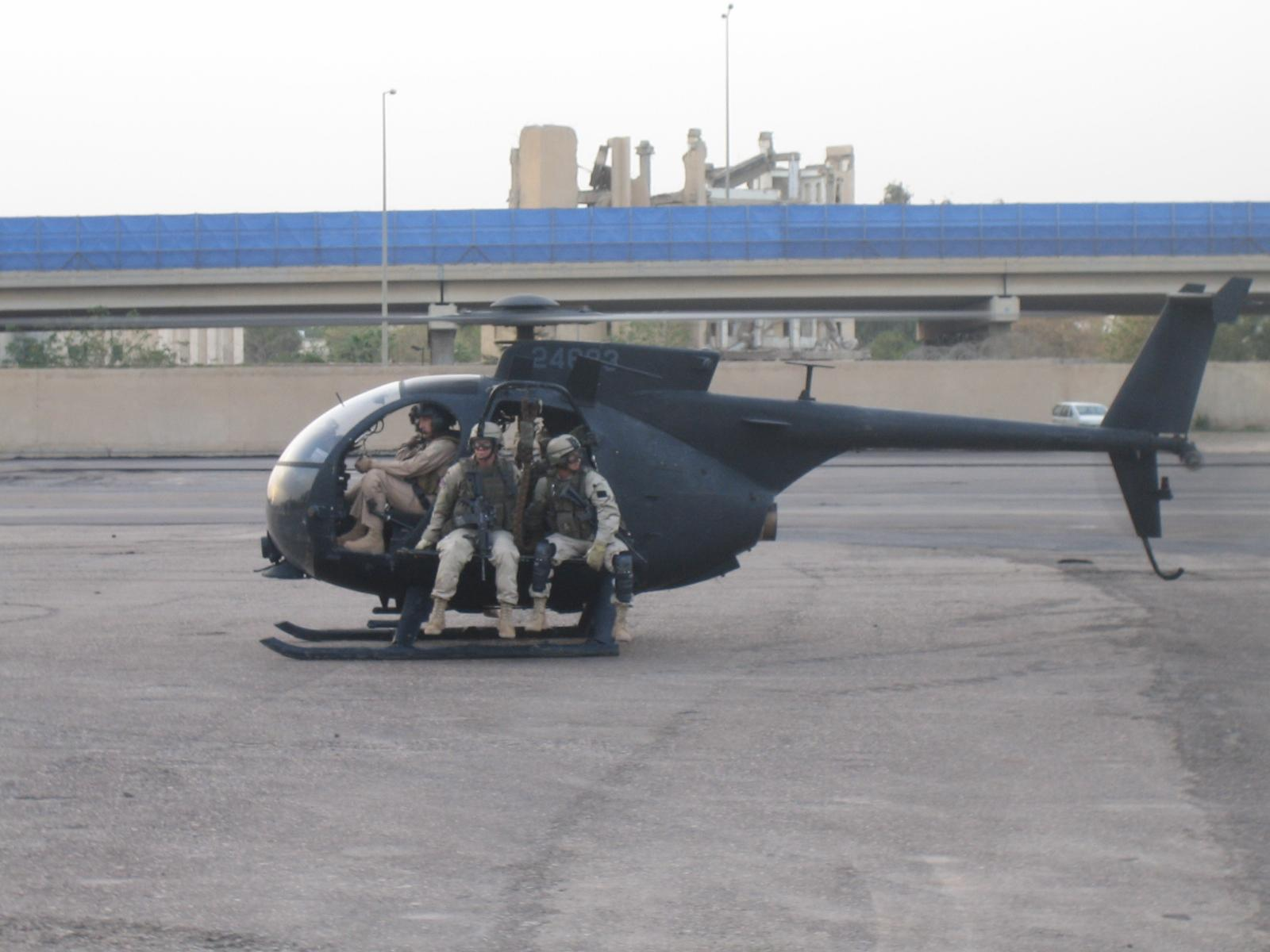
Một mẫu OH-6 Cayuse đời sau với lớp phủ sơn đen, tương tự như những chiếc Hughes 500P được sử dụng trong chiến dịch.

CIA đã cải tiến hai chiếc Hughes OH-6 Cayuses thành những chiếc mà họ gọi là Hughes 500P, hay còn được gọi là "Quiet One". Chúng được cải tạo lại rất nhiều, bao gồm phủ một lớp sơn hấp thụ radar màu đen, và biến chúng thành chiếc máy bay tàng hình mà đến nay vẫn được coi là loại trực thăng yên tĩnh nhất. Chuyến bay công khai đầu tiên của nó diễn ra vào ngày 8 tháng 4 năm 1971. Vào ngày 28 tháng 4, Air America đã thuê hai phi công giàu kinh nghiệm để đào tạo phi hành đoàn lái chiếc trực thăng màu đen, và có thêm người thứ ba được thuê sau đó. Họ bắt đầu làm quen với trực thăng bằng cách lái nó trong phạm vi thử nghiệm Khu vực 51 ở Hoa Kỳ và các địa điểm khác.
Mùa xuân năm 1972, quá trình chuẩn bị của CIA tiến triển tốt. CIA đã nỗ lực đào tạo các phi công Trung Hoa Dân Quốc, bởi họ muốn có khả năng phủ nhận trong trường hợp phi hành đoàn bị bắt. Họ tin rằng một phi hành đoàn người châu Á có thể chối bỏ về phi vụ trong khi một phi hành đoàn người da trắng thì không.
Trong khi quá trình này đang diễn ra, một cuộc không kích được Nhà Trắng chấp thuận đã "vô tình" tấn công vào khu vực cấm tấn công xung quanh mục tiêu. Ngoài ra, Air America đã mua hai chiếc OH-6 dân sự chưa được cải tạo và đưa chúng vào hoạt động tại Lào vào tháng 4 năm 1972 để che đậy cho chuyến bay của trực thăng 500P đến nước này sau đó. Hai tháng sau, sau khi OH-6 đã chính thức hiện diện tại Lào, những chiếc 500P được lén đưa vào Lào để tiếp tục huấn luyện tại một căn cứ xa xôi gần Pakxe, được gọi là PS-44. Tại đây, các phi công Trung Hoa Dân Quốc dần lộ ra rằng họ không đủ khả năng thực hiện phi vụ này. Khi một phi công Dân Quốc làm rơi một trong những chiếc 500P trong một lần hạ cánh ban đêm, nhóm phi công châu Á này đã bị loại khỏi phi vụ. Thay vào đó, hai trong số các phi công của Air America sẽ thực hiện nhiệm vụ xâm nhập vào miền Bắc Việt Nam.
Một chương trình đào tạo nghiêm ngặt đã được triển khai. Họ dựng một mô hình của địa điểm nghe lén để thực hành các thao tác bằng một cái cây đã bị chặt bỏ cành và gắn thêm một thanh ngang để mô phỏng cột điện thoại mục tiêu. Lộ trình đến và đi từ địa điểm đã được ghi lại với sự trợ giúp của nhiếp ảnh trên cao. Các phi công đã thực hành bay sát mặt đất, bao gồm các chuyến bay giữa bờ suối, cho đến khi họ hạ cánh xuống cạnh mô hình. Hai lính biệt kích Lào được chọn để gắn máy nghe lén đã thực hành nhảy khỏi chiếc 500P và trèo lên cột điện thoại giả định để đóng đinh cố định thiết bị. Các phi công đã thực hành thiết lập các rơle liên lạc nhằm truyền tín hiệu của máy nghe lén cho bên nghe lén của CIA.
Đến mùa thu năm 1972, nhiệm vụ đã sẵn sàng. Tuy nhiên, một số điều kiện thời tiết và mặt trăng lúc tối ưu nhất định lại trở thành vấn đề mới. Mặt trăng hình bán nguyệt là thời điểm cần thiết cho kính nhìn ban đêm của phi công. Ngoài ra, họ cũng muốn bầu trời có một chút mây. Khi cơ hội đầu tiên cho phi vụ đến vào ngày 5 tháng 10, camera hồng ngoại quay trước (FLIR) cần thiết cho việc dẫn đường bị hỏng, buộc họ phải hủy bỏ nhiệm vụ. FLIR cũng đã hỏng trong hai lần tiếp theo. Phi vụ tiếp theo, vào tuần cuối cùng của tháng 11, toán biệt kích thực sự đã vào được miền Bắc Việt Nam trước khi bị sương mù dày đặc phủ trên mặt đất đẩy họ ra khỏi đấy.

## Diễn biến
Ngày 4 tháng 12 năm 1972, Cố vấn An ninh Quốc gia Hoa Kỳ lúc bấy giờ là Henry Kissinger đã đến Pháp để đại diện cho Hoa Kỳ tham dự Hội nghị hòa bình Paris về chấm dứt Chiến tranh Việt Nam.
Ngày 6 tháng 12, "Quiet One", do các phi công Không quân Hoa Kỳ Daniel H. Smith và Lloyd George Anthony Lamonte Jr lái, cất cánh thành công. Chiếc trực thăng đã bay được 48 km về phía đông, ở độ cao 200 foot (61 mét), vượt qua các ngọn đèo núi và trong các khe núi. Nó bay qua các vị trí phòng không đã biết trước đó của VNDCCH mà không bị bắn. Chiếc trực thăng giảm một nửa độ cao khi bay trên vùng đất bằng phẳng. Những người nông dân ngoài đồng lúc trời tối cũng không để ý đến nó khi nó bay qua. Tuy may mắn vậy, toán lính Hoa Kỳ vẫn lo ngại về bốn chiếc MiG-21 của miền Bắc ở Sân bay Vinh.
Sau khi bí mật bay gần hết chiều rộng Việt Nam, chiếc trực thăng đã hạ cánh xuống vị trí mục tiêu, và hai biệt kích Lào nhảy xuống. Chiếc trực thăng sau đó bay đến một cái cây được chọn trước trên đỉnh núi cao 340 mét và thả một lưới lưới đỡ một rơle liên lạc chạy bằng năng lượng mặt trời ngụy trang trên chóp cây. Rồi chiếc Hughes 500P lại di chuyển và hạ cánh xuống một lòng suối khô trong 20 phút, chờ đợi nhóm lính biệt kích cài máy nghe lén. Vị trí trốn bỗng bị sạt lở. Một hòn đá đâm thủng bình nitơ lỏng của FLIR và vô hiệu luôn chiếc camera đó. Cùng lúc đó, một máy dò radar bắt đầu phát báo động. Phi công đã tắt cảnh báo và ngồi chờ lính biệt kích hành động trong 20 phút. Các máy bay MiG của miền Bắc không xuất hiện trong thời gian đó.
Khi các biệt kích xuống trực thăng, họ vội trốn vào một hố bom do cuộc không kích trước đó để lại cho đến khi chắc chắn rằng không có ai xung quanh. Sau đó, họ di chuyển đến cột mục tiêu, nhưng hóa ra đó lại là cột bê tông thay vì gỗ, làm toán lính không thể dùng bộ đinh leo cột của mình. Tuy vậy, họ vẫn cố trèo lên cột và cài máy nghe lén. Sau đó, họ vội vã quay lại bãi đáp và chiếc 500P suôn sẻ trở về PS-44.

## Kết quả
Một ngày sau khi máy nghe lén được lắp đặt, Hoa Kỳ phát động Chiến dịch Linebacker II. Từ ngày 7 tháng 12 năm 1972 đến tháng 5 năm 1973, máy nghe lén đã chuyển thông tin về cho Hoa Kỳ. Kissinger coi đó là "tin tình báo tuyệt vời", mặc dù ông "không bao giờ thắc mắc về nguồn gốc của nó".
Đầu tháng 5 năm 1973, máy nghe lén cài ở Vinh bỗng bặt vô âm tín. Hoa Kỳ nghi ngờ có rơle bị hỏng. Họ bảy lần thử thay thế rơle nhưng bất thành trong khoảng thời gian từ ngày 8 tháng 5 đến ngày 16 tháng 6 năm 1973, dù cho không dùng Hughes 500P. Thời kỳ sử dụng chiếc trực thăng màu đen từ Khu vực 51 để nghe lén các cuộc thảo luận về đàm phán Hiệp định Paris và các thông tin tình báo khác của CIA chấm dứt.
"Quiet One" đã bị lẳng lặng loại bỏ khỏi nhiệm vụ do thám. Khi trở về Hoa Kỳ, nó đã bị tháo bỏ hầu hết các tính năng đặc biệt trước khi bị loại khỏi biên chế. Tuy nhiên, di sản của chiếc trực thăng này vẫn tồn tại trong các tính năng như rotor chính được sửa đổi và rotor sau kiểu cắt kéo trên các trực thăng sau này, và cả hai đều được tìm thấy trên Boeing AH-64 Apache.